# Бествіна
Бествіна (пол. Bestwina) — село в Польщі, у гміні Бествіна Бельського повіту Сілезького воєводства.
Населення — 4484 особи (2011).
У 1975—1998 роках село належало до Катовицького воєводства.

## Географія
У селі бере початок річка Ленкавка.

## Демографія
Демографічна структура станом на 31 березня 2011 року:
|          | Загалом | Допрацездатний вік | Працездатний вік | Постпрацездатний вік |
| -------- | ------- | ------------------ | ---------------- | -------------------- |
| Чоловіки | 2200    | 438                | 1511             | 251                  |
| Жінки    | 2284    | 426                | 1379             | 479                  |
| Разом    | 4484    | 864                | 2890             | 730                  |